# Aster rugulosus
Aster rugulosus là một loài thực vật có hoa trong họ Cúc. Loài này được Maxim. mô tả khoa học đầu tiên.